# MG Magnette
Pour la MG de type K Magnette de 1932-1934, consultez MG K-type.
Pour la MG de type N Magnette de 1934-1936, consultez MG N-type.
Le MG Magnette est une automobile produite par le constructeur anglais MG de 1953 à 1958. Le Magnette a été fabriquée en deux séries, la ZA et la ZB de 1953 à 1958, ensuite la Mark III et la Mark IV de 1959 à 1968, utilisant toujours une carrosserie Wolseley modifiée et un moteur Austin.
MG avaient déjà utilisé le nom Magnette sur les modèles K-type et N-type des années 1930.

## Magnette ZA
La Magnette ZA a été annoncée le 15 octobre 1953 et a fait ses débuts en 1953 au salon de l'Automobile de Londres. Les livraisons ont commencé en mars 1954. La production a continué jusqu'en 1956 et 18.076 exemplaires furent construits. Elle a été la première voiture monocoque à porter l'emblème MG.
La Magnette fut conçue par Gerald Palmer, concepteur de la Jowett Javelin. C'était la première apparition du nouveau moteur quatre cylindres de 1,5 L (1 489 cm3) Série B à double carburateur SU délivrant 60 ch (45 kW), entraînant les roues arrière par le biais de la nouvelle boîte à quatre vitesses manuelle avec synchronisation sur les trois derniers rapports.
La suspension est indépendante à l'avant, à ressorts hélicoïdaux, et l'essieu arrière rigide est suspendu par des ressorts à lames semi-elliptiques. La direction se fait par pignon et crémaillère. Des freins à tambour à commande hydraulique Lockheed de 10 po (254 mm) équipent les roues avant et arrière. Au moment de quitter l'usine, la Magnette ZA pouvait être équipée, en option, des pneus à carcasse radiale récemment mis au point, à ceinture textile-calé, Pirelli Cinturato 145HR15  (CA67), mais avait des pneus Dunlop  5.5-15 en standard.
La voiture a des sièges individuels à l'avant  garnis de cuir, comme la banquette arrière. Le tableau de bord et les opercules de portes sont en bois poli. Bien que le chauffage soit de série, la radio était encore en option. La voiture était disponible en noir, marron, vert ou gris.
La similaire Wolseley 4/44, vendue pour la première fois un an plus tôt, utilisait le moteur de 1 250 cm3 de la MG TF. Bien que similaires sur le plan visuel, la MG a des suspensions plus basses et seules les portes avant, le couvercle de coffre et les panneaux de toit sont partagés. La 4/44 a été remplacée en 1956 par la 15/50.
En 1955, le magazine spécialisé The Motor a testé une Magnette et a enregistré une vitesse de pointe de 128,3 km/h et une accélération de 0 à 97 km/h en 23,1 secondes avec une consommation de carburant de 11,3 L/100 km. La voiture de l'essai coûtait £914 taxes  comprises.

## Magnette ZB
La ZA fut remplacée par la Magnette ZB, annoncée le 12 octobre 1956. La puissance passe à 64 ch (48 kW) par l'utilisation de carburateurs plus gros et en augmentant le taux de compression, qui passe de 7,5 à 8,3 ainsi que la modification du collecteur d'échappement. La puissance additionnelle augmente la vitesse supérieure à 138 km/h et réduit le temps du 0 à 97 km/h en 18,5 secondes. La Wolseley 15/50 similaire partage maintenant le moteur de la série B de la ZB.
Une transmission semi-automatique, nommée Manumatic, a équipé en option 496 Magnettes de 1957.
Un modèle Varitone présente une plus grande lunette arrière et en option, une peinture deux tons, sur une carrosserie Pressed Steel standard en tôle d'acier embouti dont l'ouverture de la lucarne arrière est agrandie au Morris Motors body shop, à Cowley, avant la peinture. 18 524 ZB ont été construites.

ZB monochrome de 1958
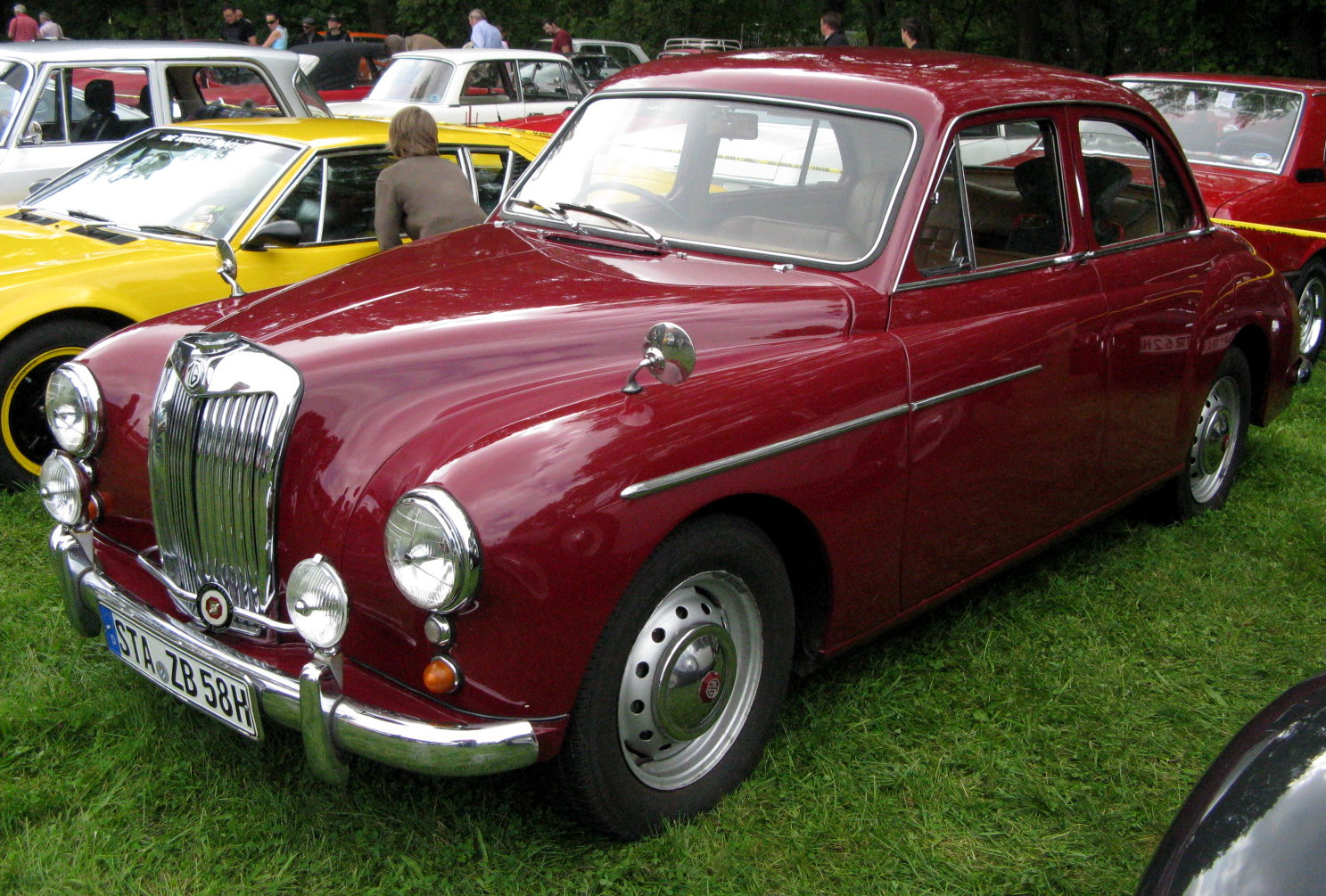
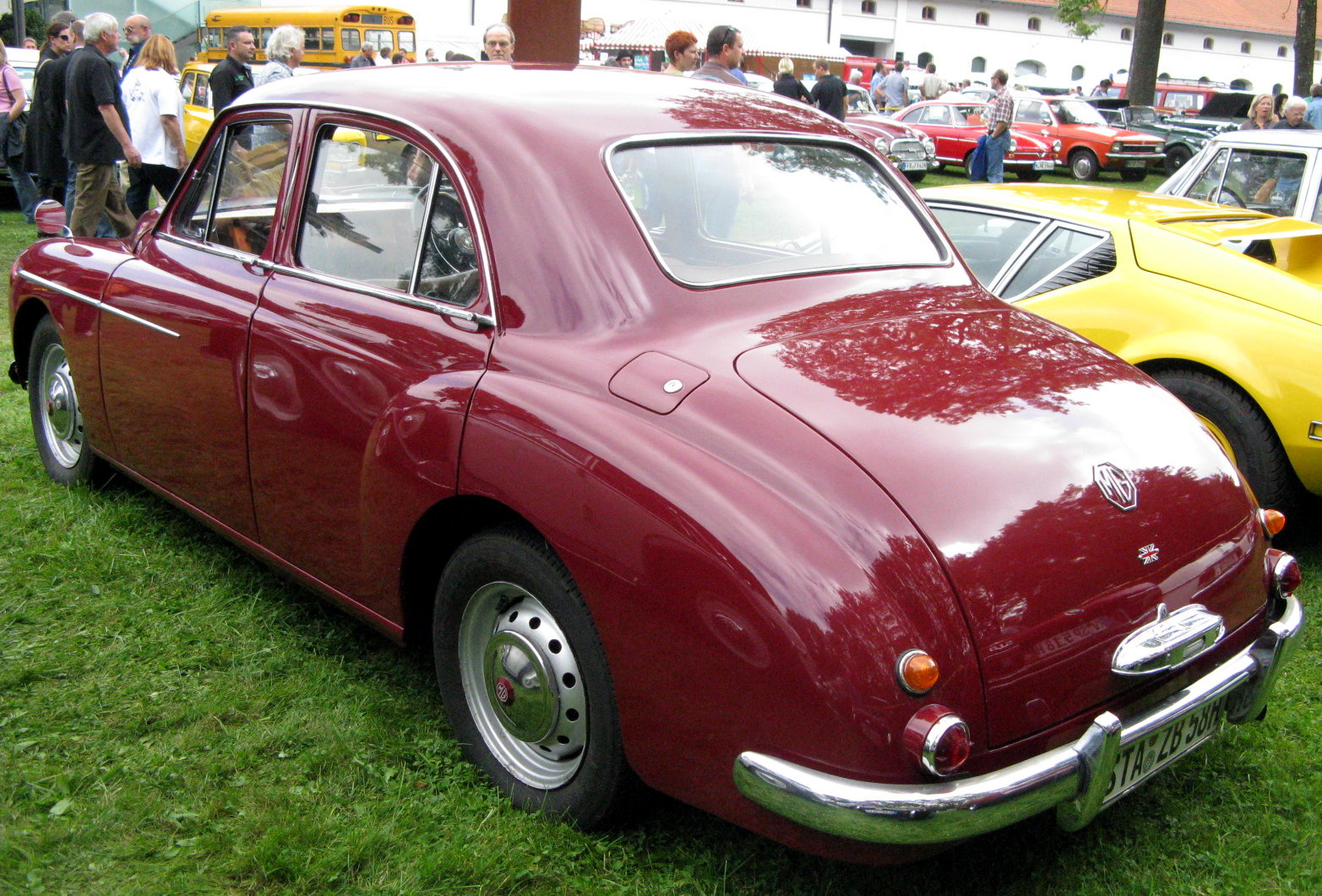

ZB Varitone
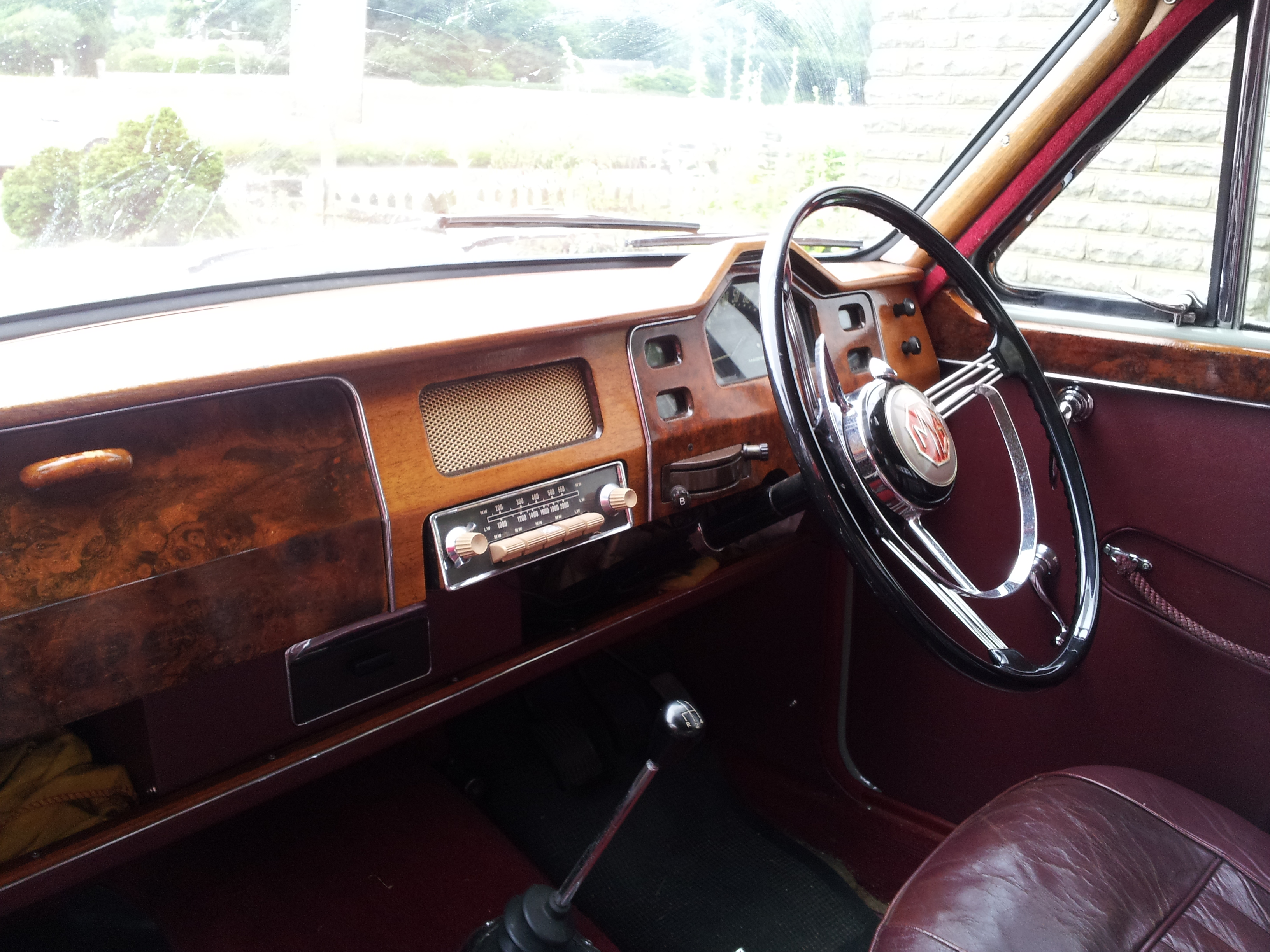
instruments
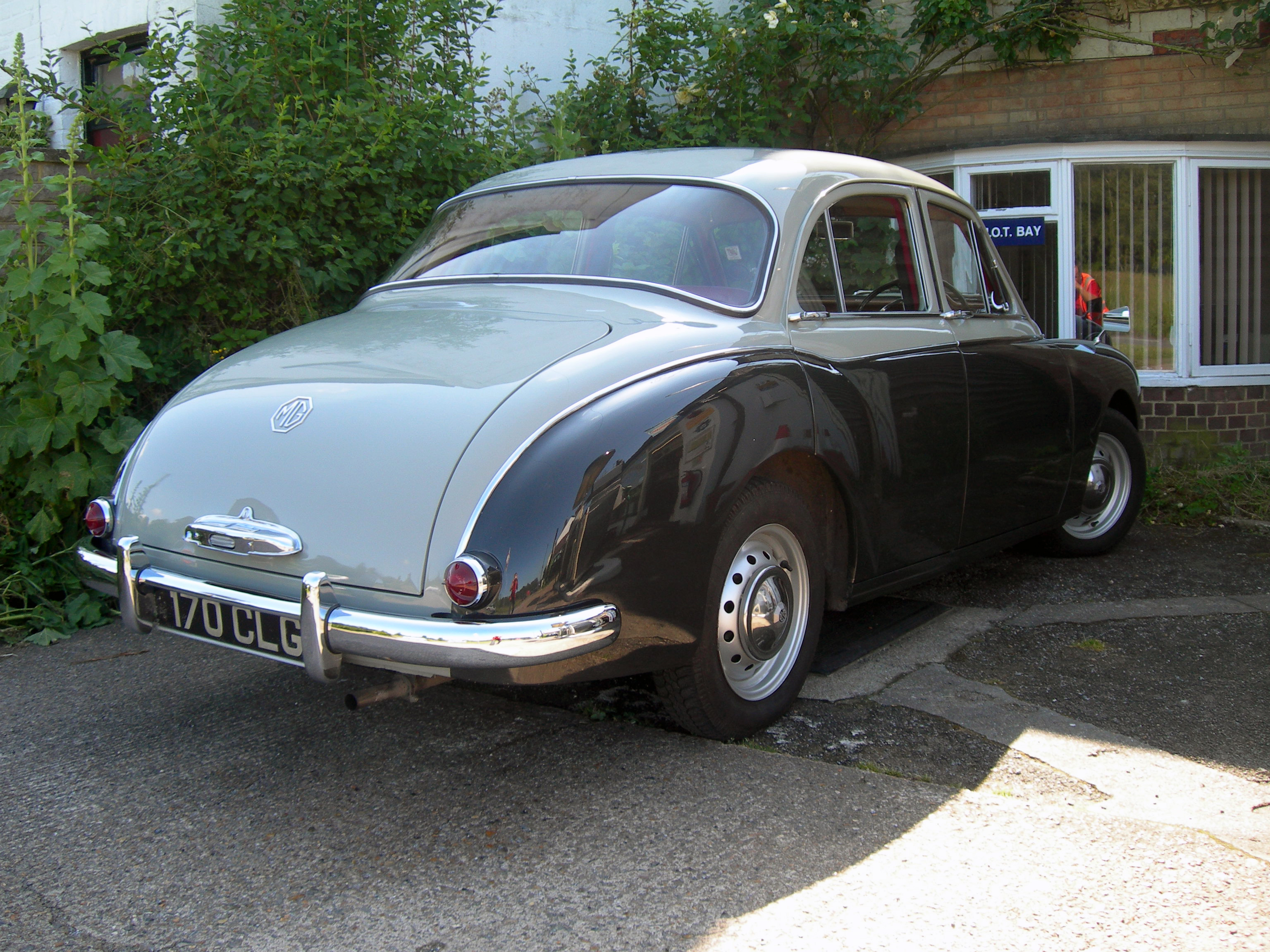
enveloppante
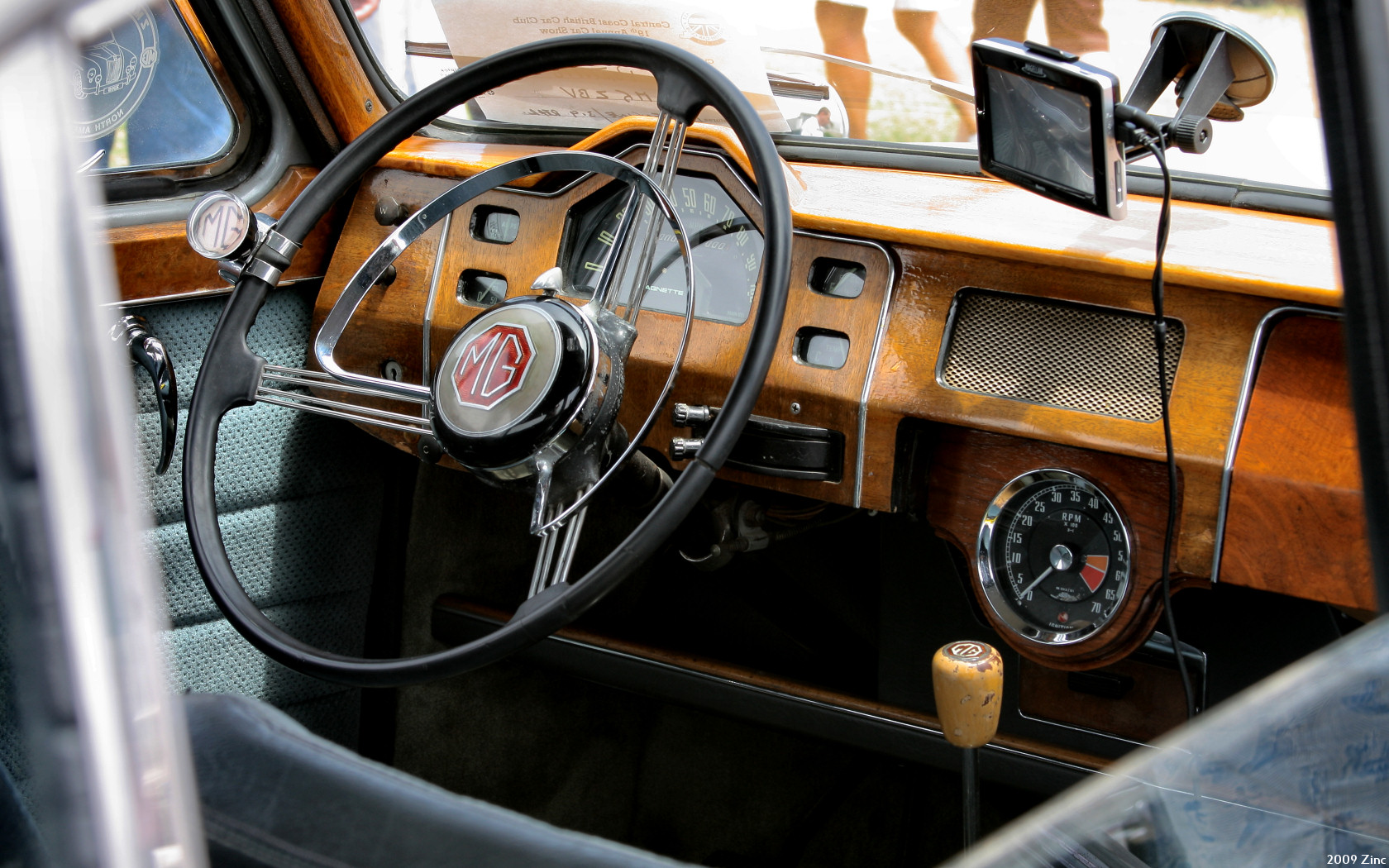
La première enregistrée en Californie en 1959 n'avait pas de compte-tours d'origine

## Magnette Mark III
La Mark III annoncée le 2 février 1959 était presque identique à la version Riley (la 4/68) de la nouvelle berline moyenne BMC dessinée par Pinin Farina. Elles avaient toutes deux des ailerons de queue tronquée.
Toutes les versions (y compris les Austin A55 Cambridge Mark II, les Morris Oxford V et les Wolseley 15/60) furent produites par la British Motor Corporation (BMC).
La voiture utilisait le moteur BMC série B de 1 489 cm3, mais, dans la MG Magnette III (et sa jumelle  Riley), la performance est améliorée par l'utilisation de carburateurs S.U.  H.D.4 à double corps.
L'intérieur à un tableau de bord et des panneaux de portes garnis de placage de noyer, la sellerie est en cuir et les vitres sont en verre de sécurité.
Une Mark III fut testée par The Motor magazine en 1959. Ils ont enregistré une vitesse de pointe de 137,6 km/h, une accélération de 0 à 97 km/h en 19,7 secondes et une consommation de carburant de 9,0 L/100 km. La voiture de l'essai coûtait £1 012, taxes incluses. 16 676 Mark III ont été construites.

## Magnette Mark IV
La Mark III est mise à jour en 1961, devenant la Mark IV. Le moteur de la série-B a été réalésé à 76,2 mm, donnant une plus grande cylindrée, 1,6 L (1622 cm³) et la voiture a un empattement plus long et une voie plus large. Pour améliorer la tenue de route, des barres anti-roulis ont été placées à l'avant et à l'arrière. De l'extérieur, le Mark IV est quasi identique à la Mark III, en dehors des empennages remodelés et un peu moins pointus, une modification partagée avec ses jumelles Riley.
La transmission automatique est proposée en option.
Le modèle est resté au catalogue jusqu'en mai 1968, lorsque le fabricant annonça que la production avait cessé, sans "aucun remplacement immédiat... envisagé". 14 320 Mark IV furent construites.

## MG 6 Magnette
Le 20 juin 2011, MG Motor a confirmé que la version berline de la MG 6 portera le nom Magnette pour le Royaume-Uni et l'Europe.
Au lancement médiatique tenu à l'historique Circuit de Goodwood, MG Motor affiche la MG 6 Magnette de 2011 aux côtés d'exemplaires de ZA et ZB Magnette, afin de renforcer la continuité de la marque.

## Dans la culture populaire
Dans le livre-photo inséré dans l'album des Who, Quadrophenia, une ZB Magnette est la voiture ayant la fenêtre brisée et ensuite retournée sur son toit.